# Lappodiamesa vidua
Lappodiamesa vidua är en tvåvingeart som först beskrevs av Jean-Jacques Kieffer 1922.  Lappodiamesa vidua ingår i släktet Lappodiamesa, och familjen fjädermyggor. Arten är reproducerande i Sverige.